# Дителлурид натрия
Дителлурид натрия — бинарное неорганическое соединение
натрия и теллура с формулой Na2Te2,
серо-чёрные кристаллы.

## Получение
- Сплавление стехиометрических количеств теллурида натрия и теллура:

{\displaystyle {\mathsf {Na_{2}Te+Te\ {\xrightarrow {350^{o}C}}\ Na_{2}Te_{2}}}}

## Физические свойства
Дителлурид натрия образует серо-чёрные кристаллы с металлическим блеском
ромбической сингонии,
пространственная группа P bcn,
параметры ячейки a = 1,5892 нм, b = 0,9947 нм, c = 0,9179 нм, Z = 6.
На воздухе и в присутствии влаги быстро разлагается.